# Beaucé
Beaucé (tiếng Breton: Belzeg, Gallo: Bauczaé) là một xã của tỉnh Ille-et-Vilaine, thuộc vùng Bretagne, miền tây bắc nước Pháp.